# Вайратер, Харти
Хартманн «Харти» Вайра́тер (нем. Hartmann «Harti» Weirather ; 25 января 1958, Ройтте) — австрийский горнолыжник, специализировавшийся в скоростном спуске. Чемпион мира. Муж Ханни Венцель, отец Тины Вайратер.

## Карьера
Кататься на горных лыжах Харти Вайратер начал в трёхлетнем возрасте, а в десятилетнем возрасте уже выступал в школьных соревнованиях.
В Кубке мира дебютировал в сезоне 1978/79. Лучшим результатом в этом сезоне для австрийца стало 11-е место в скоростном спуске на этапе в Лейк-Плесиде. В 1979 году выиграл свой первый из трёх чемпионатов Австрии в скоростном спуске.
Перед Олимпиадой 1980 года на этапе Кубка мира в Китцбюэле показал второе место на трассе «Штрайф», завоевав первый в карьере подиум. На Играх Вайратер выступил только в скоростном спуск, где показал девятый результат. Для австрийца эта гонка оказалась единственной олимпийской в карьере.
В конце 1980 году в итальянской Валь-Гардене одержал первую победу в карьере. В сезоне 1981/82 стал первым горнолыжником в истории, который смог преодолеть китцбюэльский «Штрайф» быстрее чем за 2 минуты (1:57.20). Предыдущий рекорд Франца Кламмера он превзошел на 6 секунд. Результат Вайратера был превзойдён лишь 10 лет спустя. Через неделю после установления рекорда выиграл скоростной спуск в Венгене на трассе «Лауберхорн».
В том же 1982 году на домашнем чемпионате мира в Шладминге Вайратер одержал победу в скоростном спуске, став чемпионом мира. Это «золото» стало для сборной Австрии единственным на чемпионате.
В дальнейшем Харти не показывал стабильно высоких результатов. Несмотря на два подиума в начале олимпийского сезона 1983/84 он не отобрался в состав сборной на Игры в Сараево. 
Весной 1986 года Вайратер получил тяжёлую травму (разрыв крестообразных связок) после падения в Аспене. Восстановившись он вернулся в гонки, но получил травму спины и вынужден был завершить спортивную карьеру в январе 1987 года.
В 1986 году Харти Вайратер женился на знаменитой лихтенштейнской горнолыжнице, двукратной олимпийской чемпионке Ханни Венцель. В 1989 году у них родилась дочь Тина, ставшая известной горнолыжницей, призёром Олимпиады в Пхёнчхане.

## Победы на этапах Кубка мира
| № | Дата            | Место        | Дисциплина       |
| - | --------------- | ------------ | ---------------- |
| 1 | 15 декабря 1980 | Валь-Гардена | скоростной спуск |
| 2 | 31 января 1981  | Санкт-Антон  | скоростной спуск |
| 3 | 6 марта 1981    | Аспен        | скоростной спуск |
| 4 | 15 января 1982  | Китцбюэль    | скоростной спуск |
| 5 | 23 января 1982  | Венген       | скоростной спуск |
| 6 | 5 декабря 1982  | Понтрезина   | скоростной спуск |